# Trompe à eau

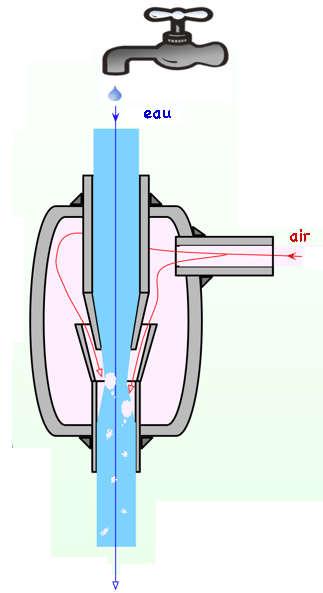
Fonctionnement d'une trompe à eau

Une trompe à eau ou trompe à vide est un éjecteur de laboratoire qui permet de faire le vide dans une enceinte confinée, par exemple lors d'une distillation à pression réduite ou bien une filtration sur entonnoir Büchner (aussi connue comme filtration sous vide).
La trompe à eau est composée d'un corps cylindrique creux, d'une prise d'aspiration latérale (perpendiculaire à l'axe de la trompe) ainsi qu'un système de fixation permettant de relier la trompe à un robinet d'eau. Le corps creux possède une section resserrée au niveau de la prise d'aspiration, ce qui permet de créer une dépression par effet Venturi et qui conduit au phénomène d'aspiration.
La trompe à eau est un système efficace, mais qui consomme beaucoup d'eau (le robinet doit être ouvert pendant toute la durée de l'aspiration). Les pressions atteintes sont celles de la pression de vapeur saturante de l'eau à la température de l'écoulement, ce qui correspond à 1,3 - 2 % de la pression atmosphérique standard, soit 2 kPa ou 15 mmHg. Pour atteindre des valeurs plus basses, il faut utiliser une pompe à vide permettant des pressions de l'ordre de 0,1 mmHg pour les plus efficaces.
La trompe à eau devient un équipement très connu en 1868 lorsque le chimiste Robert Wilhelm Bunsen communique sur son utilisation pour activer la filtration sous vide d'un entonnoir Büchner. Pour autant, Bunsen reconnait que la paternité de l'invention de la trompe revient à Hermann Sprengel, plus connu pour son invention de la pompe à mercure qui permet l'obtention de vide poussé. Sprengel déclare utiliser la trompe depuis 1860 dans son laboratoire mais, convaincu par la simplicité du système comme par sa proximité avec des suggestions antérieures de plusieurs physiciens, il n'avait alors jamais cru son invention notable ou brevetable.